# マイナー郡
座標: 北緯44度01分 西経97度37分 / 北緯44.02度 西経97.61度
マイナー郡（マイナーぐん、英: Miner County）は、アメリカ合衆国のサウスダコタ州にある郡。2000年時点の人口は2,884人で、郡庁所在地はハワード (Howard)。

## 地理
アメリカ合衆国国勢調査局によると、この郡は総面積1,481 km2 (572 mi2) である。このうち1,477 km2 (570 mi2)が陸地で、4 km2 (2 mi2) が川や湖などの水地域である。総面積のうちの0.29%が水地域となっている。

### 郡区
この郡は下記の16郡区から成る。
| - アダムズ (Adams) - ビーバー (Beaver) - ベルビュー (Belleview) - カノーバ (Canova) - カーセッジ (Carthage) - クリアウォーター (Clearwater) - クリントン (Clinton) - グラフトン (Grafton) | - グリーンバレー (Green Valley) - ヘンデン (Henden) - ハワード (Howard) - マイナー (Miner) - レッドストーン (Redstone) - ロッククリーク (Rock Creek) - ロズウェル (Roswell) - バーミリオン (Vermillion) |

### 幹線道路
- 国道81号線
- 州道25号線
- 州道34号線

### 隣接する郡
- キングスベリー郡（北）
- レイク郡（東）
- マクック郡（南東）
- ハンソン郡（南西）
- サンボーン郡（西）

## 人口動静

2000年国勢調査時の郡の人口ピラミッド

2000年の国勢調査によると、マイナー郡には2,884人、1,212世帯、及び789家族が暮らしている。人口密度は2/km2 (5/mi2) で、1/km2 (2/mi2) の平均的な密度に1,408軒の住居が建っている。この郡の人種の構成は白人98.75%、黒人（アフリカ系アメリカ人）0.52%、先住民0.31%、アジア系0.10%、その他の人種0.10%、および混血0.21%で、0.62%の人々がヒスパニックまたはラテン系である。
マイナー郡に住む1,212世帯のうち、28.20%は18歳未満の子供と暮らしており、56.50%は夫婦で生活している。5.40%は未婚の女性が世帯主であり、34.90%は家族以外の住人と同居している。32.30%は独居で、全世帯の16.90%は65歳以上の独居老人世帯である。1世帯あたりの平均人数は2.33人であり、家庭の場合は2.98人である。
郡の住民は25.50%が18歳未満の子供で、18歳以上24歳以下が5.60%、25歳以上44歳以下が22.70%、45歳以上64歳以下が22.30%、および65歳以上が23.90%となっている。平均年齢は42歳である。女性100人に対して男性は99.60人いて、18歳以上の女性100人に対しては男性は97.00人いる。
郡の世帯ごとの平均収入は29,519米ドルで、家族ごとでは36,667米ドルである。男性の25,297米ドルに対して女性は20,469米ドルの平均的な収入がある。この郡の一人当たりの収入 (per capita income) は15,155米ドルである。総人口の11.80%、家族の8.20%は貧困線以下である。18歳未満の子供の14.70%および65歳以上の13.20%は貧困線以下の生活を送っている。

## 都市および町
- カノーバ (en:Canova, South Dakota)
- カーセッジ (en:Carthage, South Dakota)
- ハワード (en:Howard, South Dakota)
- ロズウェル (en:Roswell, South Dakota)
- ビラス (en:Vilas, South Dakota)